# Selección de fútbol sala de Italia
La selección de fútbol sala de Italia es el equipo formado por jugadores de nacionalidad italiana, que representa a dicho país a través de la Federación Italiana de Fútbol (FIGC) en las competiciones internacionales organizadas por la UEFA y la FIFA.
Ha sido campeona de la Eurocopa de Fútbol Sala en 2003 y 2014.

## Estadísticas

### Copa Mundial
| Copa Mundial de fútbol sala de la FIFA | Copa Mundial de fútbol sala de la FIFA | Copa Mundial de fútbol sala de la FIFA | Copa Mundial de fútbol sala de la FIFA | Copa Mundial de fútbol sala de la FIFA | Copa Mundial de fútbol sala de la FIFA | Copa Mundial de fútbol sala de la FIFA | Copa Mundial de fútbol sala de la FIFA |
| Año                                    | Ronda                                  | J                                      | G                                      | E                                      | P                                      | GF                                     | GC                                     |
| -------------------------------------- | -------------------------------------- | -------------------------------------- | -------------------------------------- | -------------------------------------- | -------------------------------------- | -------------------------------------- | -------------------------------------- |
| 1989                                   | Octavos de final                       | 6                                      | 3                                      | 0                                      | 3                                      | 17                                     | 16                                     |
| 1992                                   | Fase de grupos                         | 3                                      | 1                                      | 0                                      | 2                                      | 15                                     | 16                                     |
| 1996                                   | Octavos de final                       | 6                                      | 3                                      | 1                                      | 2                                      | 21                                     | 13                                     |
| 2000                                   | No clasificó                           | No clasificó                           | No clasificó                           | No clasificó                           | No clasificó                           | No clasificó                           | No clasificó                           |
| 2004                                   | Subcampeón                             | 8                                      | 6                                      | 1                                      | 1                                      | 29                                     | 13                                     |
| 2008                                   | Tercer lugar                           | 9                                      | 5                                      | 1                                      | 3                                      | 25                                     | 18                                     |
| 2012                                   | Tercer lugar                           | 7                                      | 6                                      | 0                                      | 1                                      | 30                                     | 13                                     |
| 2016                                   | Octavos de final                       | 4                                      | 3                                      | 0                                      | 1                                      | 14                                     | 7                                      |
| 2021                                   | No clasificó                           | No clasificó                           | No clasificó                           | No clasificó                           | No clasificó                           | No clasificó                           | No clasificó                           |
| 2024                                   | No clasificó                           | No clasificó                           | No clasificó                           | No clasificó                           | No clasificó                           | No clasificó                           | No clasificó                           |
| Total                                  | 7/9                                    | 43                                     | 27                                     | 3                                      | 13                                     | 151                                    | 96                                     |

### Eurocopa
| Eurocopa de Fútbol Sala | Eurocopa de Fútbol Sala | Eurocopa de Fútbol Sala | Eurocopa de Fútbol Sala | Eurocopa de Fútbol Sala | Eurocopa de Fútbol Sala | Eurocopa de Fútbol Sala | Eurocopa de Fútbol Sala |
| Año                     | Ronda                   | J                       | G                       | E                       | P                       | GF                      | GC                      |
| ----------------------- | ----------------------- | ----------------------- | ----------------------- | ----------------------- | ----------------------- | ----------------------- | ----------------------- |
| 1996                    | Cuarto lugar            | 4                       | 1                       | 0                       | 3                       | 10                      | 15                      |
| 1999                    | Tercer lugar            | 5                       | 2                       | 2                       | 1                       | 12                      | 9                       |
| 2001                    | Cuarto lugar            | 5                       | 3                       | 1                       | 1                       | 18                      | 12                      |
| 2003                    | Campeón                 | 5                       | 5                       | 0                       | 0                       | 11                      | 3                       |
| 2005                    | Tercer lugar            | 5                       | 4                       | 0                       | 1                       | 21                      | 9                       |
| 2007                    | Subcampeón              | 5                       | 3                       | 1                       | 1                       | 14                      | 4                       |
| 2010                    | Cuartos de final        | 3                       | 2                       | 1                       | 0                       | 11                      | 5                       |
| 2012                    | Tercer lugar            | 5                       | 3                       | 1                       | 1                       | 11                      | 6                       |
| 2014                    | Campeón                 | 5                       | 4                       | 0                       | 1                       | 17                      | 3                       |
| 2016                    | Cuartos de final        | 3                       | 2                       | 0                       | 1                       | 12                      | 5                       |
| 2018                    | Fase de grupos          | 2                       | 0                       | 1                       | 1                       | 2                       | 3                       |
| 2022                    | Fase de grupos          | 3                       | 0                       | 2                       | 1                       | 6                       | 9                       |
| Total                   | 12/12                   | 50                      | 29                      | 9                       | 12                      | 136                     | 87                      |